# Grise du Vercors
La Grise du Vercors est une race de poule domestique noire au plumage noir et blanc, lui donnant ainsi une nuance de gris, originaire de France.

## Description
La masse du coq est d'environ 3 kg et de 2 kg pour la poule. Son plumage « Coucou » (chaque plume est noire, barrée par du blanc, ce qui donne une couleur d’ensemble gris moucheté) est caractéristique. Ce gallinacé, très rustique, est adaptée à l’élevage en plein air et à des climats hivernaux rigoureux de type montagnard.
Les barbillons sont ovales, de couleur rouge, lisses et fins. Les oreillons sont blancs de forme presque ronde. Les yeux sont vifs, à iris orangé. 
Le bec est de couleur corne clair admis légèrement taché. La poitrine, assez large et le corps, fort et puissant, bien proportionné. Les ailes sont longues et serrées. La queue, de longueur moyenne et pas très fournies, plumes cassantes. 
Le coloris du plumage sur une variété de gris, le coq est plus clair que la poule. La longévité de l'espèce est d'environ dix ans.

## Origine
Originaire du massif du Vercors et de la région naturelle du Royans, partagé entre les départements de la Drôme et de l'Isère, la poule grise du Vercors provient du croisement des poules autochtones noires avec celles de la race dite « Cuccola », apportées par les immigrants italiens venus produire du charbon de bois vers le début du XXe siècle. Elle est liée au ravioles cuites au bouillon de poule, un plat traditionnel du Vercors.
Réintroduite dans ces mêmes régions, cette race de poule est réputée pour la « qualité de sa viande » selon un technicien avicole basé dans le département de la Drôme, lequel travaille depuis plusieurs années à la réintroduction de la poule grise du Vercors.

## Diffusion
Depuis 2023, une association, en partenariat avec la Chambre d’Agriculture de la Drôme, cherche à développer la production fermière de ce type de volailles afin de « répondre à la demande des restaurateurs, bouchers, AMAP (Association pour le Maintien d'une Agriculture Paysanne) et des particuliers, ainsi qu'a augmenter le nombre d’agriculteurs élevant cette volaille ».

## Dans la culture populaire
En mai 2025, la première fête consacrée à cette race de poule est organisée à Saint-Laurent-en-Royans.